# Bazegney
 Bazegney  es una población y comuna francesa, en la región de Lorena, departamento de Vosgos, en el distrito de Épinal y cantón de Dompaire.

## Demografía
| 105 | 102 | 78 | 69 | 76 | 81 |
| Para los censos de 1962 a 1999 la población legal corresponde a la población sin duplicidades (Fuente: INSEE [Consultar]) |     |    |    |    |    |